# 希尔万沙宫殿
希尔万沙宫殿是一座位于阿塞拜疆的著名古建筑，位于巴库内城。希尔万沙宫殿属于2000年注册的世界遗产城墙围绕的巴库城及其希尔万沙宫殿和少女塔的一部分。